# Kedah Darul Aman FC
El Kedah Darul Aman es un equipo de fútbol de Malasia que compite en la Superliga de Malasia, la liga de fútbol más importante del país.

## Historia
Fue fundado en el año 1924 en la ciudad de Kedah por Tunku Yaacob Ibni Almarhum Sultan Abdul Hamid Halim Shah y ha sido campeón de la Superliga en 3 ocasiones, 4 Copa de Malasia, y 3 Copas FA. Tiene una rivalidad con Perak FA, Selangor FA y Kelantan FC y especialmente con el Perlis FA, con quien juega el llamado Derby de los Estados del Norte.
A nivel internacional ha participado en 3 torneos continentales, donde su mejor participación ha sido en la Copa de la AFC del año 2008, donde fue eliminado en los cuartos de final por el Al-Muharraq de Baréin.

## Estadio

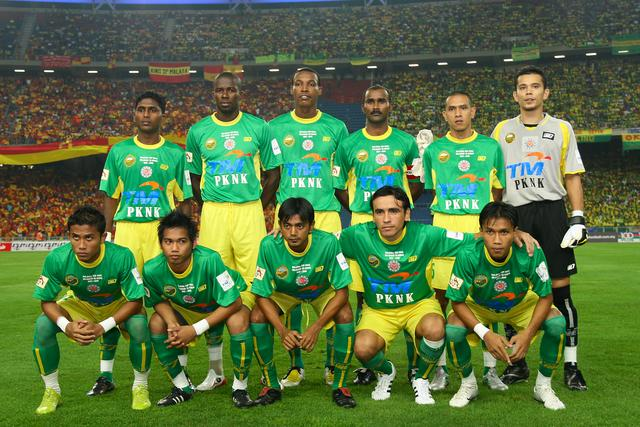
Kedah Darul Aman en 2008

## Palmarés
- Superliga de Malasia: (3)

1993, 2007, 2008
- Liga Premier de Malasia: (4)

1992, 2002, 2006, 2015
- Copa de Malasia: (5)

1990, 1993, 2007, 2008, 2016
- Copa FA de Malasia: (5)

1996, 2007, 2008, 2017, 2019
- Malasia Charity Shield: (3)

1991, 1994, 2017

## Participación en competiciones de la AFC
| Temporada | Torneo                  | Ronda            | Club               | Casa      | Visita    | Global    |
| --------- | ----------------------- | ---------------- | ------------------ | --------- | --------- | --------- |
| 1994-95   | Asian Club Championship | 1                | Ilhwa Chunma       | 1-5       | 5-3       | 4-10      |
| 2008      | AFC Cup                 | Fase de grupos   | Home United FC     | 4-1       | 5-1       | 2.º Lugar |
| 2008      | AFC Cup                 | Fase de grupos   | South China        | 3-0       | 1-3       | 2.º Lugar |
| 2008      | AFC Cup                 | Fase de grupos   | Victory            | 1-0       | 1-1       | 2.º Lugar |
| 2008      | AFC Cup                 | Cuartos de final | Al-Muharraq        | 1-2       | 5-0       | 1-7       |
| 2009      | AFC Cup                 | Fase de grupos   | Chonburi           | 0-1       | 3-1       | 2.º lugar |
| 2009      | AFC Cup                 | Fase de grupos   | Eastern            | 2-0       | 3-3       | 2.º lugar |
| 2009      | AFC Cup                 | Fase de grupos   | Hanoi ACB          | 7-0       | 3-1       | 2.º lugar |
| 2009      | AFC Cup                 | 1/8              | Binh Duong         | 2-8       | 2-8       | 2-8       |
| 2020      | AFC Champions League    | 2.ª Preliminar   | Tai Po             | 5-1       | 5-1       | 5-1       |
| 2020      | AFC Champions League    | Playoff          | FC Seoul           | 1-4       | 1-4       | 1-4       |
| 2021      | AFC Cup                 | Grupo H          | Persipura Jayapura | Cancelada | Cancelada | Cancelada |
| 2021      | AFC Cup                 | Grupo H          | Saigon             | Cancelada | Cancelada | Cancelada |
| 2021      | AFC Cup                 | Grupo H          | Lion City Sailors  | Cancelada | Cancelada | Cancelada |
| 2022      | AFC Cup                 | Grupo G          | Bali United        | 0–2       | 0–2       | 1° Lugar  |
| 2022      | AFC Cup                 | Grupo G          | Kaya–Iloilo        | 4–1       | 4–1       | 1° Lugar  |
| 2022      | AFC Cup                 | Grupo G          | Visakha            | 5–1       | 5–1       | 1° Lugar  |
| 2022      | AFC Cup                 | Semifinal ASEAN  | PSM Makassar       | 1–2       | 1–2       | 1–2       |